# Musée Couven
Pour les articles homonymes, voir Couven.
Le musée Couven (en allemand Couven-Museum) est un musée situé à Aix-la-Chapelle en Rhénanie-du-Nord-Westphalie. Il présente sur trois étages le style de vie de la bourgeoisie d'Aix-la-Chapelle et des environs au XVIIIe et au début du XIXe siècle, ainsi que des expositions temporaires. Le musée Couven tire son nom des architectes baroques originaires de Aix-la-Chapelle Johann Joseph Couven et Jakob Couven (de). Il est fondé en 1929 et sis dans la Haus Fey, qui est détruite pendant la Seconde Guerre mondiale. Il ouvre à nouveau ses portes en 1958 dans la Haus Monheim sur la place Hühnermarkt d'Aix-la-Chapelle.

## Collections permanentes
Les salles du musée présentent l'évolution des différents styles d'ameublement de la bourgeoisie du XVIIIe et du début du XIXe siècle, depuis le baroque tardif et le rococo (style Régence, style Louis XV), en passant par les styles Louis XVI, Directoire, Empire et jusqu'au Biedermeier. Ces différents styles s'appuient sur des distinctions françaises, car Aix-la-Chapelle était alors sous influence culturelle française, et occupée par la France de 1792 à 1815.
Certaines collections sont rassemblées dans une salle du musée, comme la pharmacie, la cuisine, la chambre Directoire, la chambre Empire et la chambre Biedermeier. D'autres sont réparties entre plusieurs salles, comme les vitrines rococo, dans lesquelles des objets en porcelaine sont exposés, ou les meubles de style Liège-Aix, caractéristique de la région d'Aix-la-Chapelle à l'époque des deux Couven.
L'objectif du musée n'est pas d'exposer le plus de pièces possible, mais de présenter un ensemble cohérent afin de donner une représentation fidèle du passé. Cela vaut au musée les surnoms de  et Wohnzimmer der Stadt. Pour préserver cet effet, les objets exposés ne sont en général pas accompagnés d'un panneau explicatif : dans la plupart des salles, c'est une pancarte située dans un coin de chaque salle qui en donne une brève description en quatre langues. Seules quelques-unes des pièces sont présentées suivant la méthode classique.